# الکساندر میتروویچ
الکساندر میتروویچ (سیریلیک صربی: Александар Митровић؛ زادهٔ ۱۶ سپتامبر ۱۹۹۴) بازیکن فوتبال اهل صربستان است که در پست مهاجم برای باشگاه فوتبال الهلال در لیگ حرفه‌ای عربستان و تیم ملی صربستان بازی می‌کند.

## باشگاهی
از باشگاه‌هایی که در آن بازی کرده‌است می‌توان به پارتیزان، اندرلشت، نیوکاسل یونایتد و فولام اشاره کرد.

## تیم ملی
وی همچنین در تیم ملی فوتبال صربستان بازی کرده‌است.

## آمار ملی

### بازی‌های ملی
تا تاریخ ۱۹ نوامبر ۲۰۲۳
| صربستان | صربستان | صربستان | صربستان |
| سال     | بازی    | گل      | پاس گل  |
| ------- | ------- | ------- | ------- |
| ۲۰۱۳    | ۳       | ۱       | ۰       |
| ۲۰۱۴    | ۷       | ۰       | ۰       |
| ۲۰۱۵    | ۸       | ۱       | ۰       |
| ۲۰۱۶    | ۸       | ۵       | ۰       |
| ۲۰۱۷    | ۷       | ۴       | ۱       |
| ۲۰۱۸    | ۱۳      | ۱۲      | ۲       |
| ۲۰۱۹    | ۹       | ۱۱      | ۰       |
| ۲۰۲۰    | ۶       | ۲       | ۱       |
| ۲۰۲۱    | ۸       | ۸       | ۰       |
| ۲۰۲۲    | ۱۰      | ۸       | ۰       |
| ۲۰۲۳    | ۸       | ۵       | ۱       |
| مجموع   | ۸۷      | ۵۷      | ۵       |

### گل‌های ملی
| شماره | تاریخ           | میزبان      | بازی ملی | حریف       | نتیجه | رقابت                         |
| ----- | --------------- | ----------- | -------- | ---------- | ----- | ----------------------------- |
| ۱     | ۶ سپتامبر ۲۰۱۳  | بلگراد      | ۳        | صربستان    | ۱–۱   | مقدماتی جام جهانی ۲۰۱۴        |
| ۲     | ۷ سپتامبر ۲۰۱۵  | بوردو       | ۱۵       | فرانسه     | ۱–۲   | دوستانه                       |
| ۳     | ۲۵ مه ۲۰۱۶      | اوژیتسه     | ۲۰       | قبرس       | ۲–۱   | دوستانه                       |
| ۴     | ۵ ژوئن ۲۰۱۶     | فونوی       | ۲۲       | روسیه      | ۱–۱   | دوستانه                       |
| ۵     | ۹ اکتبر ۲۰۱۶    | بلگراد      | ۲۴       | اتریش      | ۳–۲   | مقدماتی جام جهانی ۲۰۱۸        |
| ۶     | ۹ اکتبر ۲۰۱۶    | بلگراد      | ۲۴       | اتریش      | ۳–۲   | مقدماتی جام جهانی ۲۰۱۸        |
| ۷     | ۱۲ نوامبر ۲۰۱۶  | کاردیف      | ۲۵       | ولز        | ۱–۱   | مقدماتی جام جهانی ۲۰۱۸        |
| ۸     | ۲۴ مارس ۲۰۱۷    | تفلیس       | ۲۷       | گرجستان    | ۳–۱   | مقدماتی جام جهانی ۲۰۱۸        |
| ۹     | ۱۱ ژوئن ۲۰۱۷    | بلگراد      | ۲۸       | ولز        | ۱–۱   | مقدماتی جام جهانی ۲۰۱۸        |
| ۱۰    | ۲ سپتامبر ۲۰۱۷  | بلگراد      | ۲۹       | مولداوی    | ۳–۰   | مقدماتی جام جهانی ۲۰۱۸        |
| ۱۱    | ۱۰ نوامبر ۲۰۱۷  | گوانگ‌ژو     | ۳۳       | چین        | ۲–۰   | دوستانه                       |
| ۱۲    | ۲۷ مارس ۲۰۱۸    | لندن        | ۳۵       | نیجریه     | ۲–۰   | دوستانه                       |
| ۱۳    | ۲۷ مارس ۲۰۱۸    | لندن        | ۳۵       | نیجریه     | ۲–۰   | دوستانه                       |
| ۱۴    | ۹ ژوئن ۲۰۱۸     | گراتس       | ۳۷       | بولیوی     | ۵–۱   | دوستانه                       |
| ۱۵    | ۹ ژوئن ۲۰۱۸     | گراتس       | ۳۷       | بولیوی     | ۵–۱   | دوستانه                       |
| ۱۶    | ۹ ژوئن ۲۰۱۸     | گراتس       | ۳۷       | بولیوی     | ۵–۱   | دوستانه                       |
| ۱۷    | ۲۲ ژوئن ۲۰۱۸    | کالینینگراد | ۳۹       | سوئیس      | ۱–۲   | جام جهانی ۲۰۱۸ روسیه          |
| ۱۸    | ۱۰ سپتامبر ۲۰۱۸ | بلگراد      | ۴۲       | رومانی     | ۲–۲   | لیگ ملت‌های اروپا ۱۹–۲۰۱۸      |
| ۱۹    | ۱۰ سپتامبر ۲۰۱۸ | بلگراد      | ۴۲       | رومانی     | ۲–۲   | لیگ ملت‌های اروپا ۱۹–۲۰۱۸      |
| ۲۰    | ۱۱ اکتبر ۲۰۱۸   | پودگوریتسا  | ۴۳       | مونته‌نگرو  | ۲–۰   | لیگ ملت‌های اروپا ۱۹–۲۰۱۸      |
| ۲۱    | ۱۱ اکتبر ۲۰۱۸   | پودگوریتسا  | ۴۳       | مونته‌نگرو  | ۲–۰   | لیگ ملت‌های اروپا ۱۹–۲۰۱۸      |
| ۲۲    | ۱۷ نوامبر ۲۰۱۸  | بلگراد      | ۴۵       | مونته‌نگرو  | ۲–۱   | لیگ ملت‌های اروپا ۱۹–۲۰۱۸      |
| ۲۳    | ۲۰ نوامبر ۲۰۱۸  | بلگراد      | ۴۶       | لیتوانی    | ۴–۱   | لیگ ملت‌های اروپا ۱۹–۲۰۱۸      |
| ۲۴    | ۱۰ ژوئن ۲۰۱۹    | بلگراد      | ۴۹       | لیتوانی    | ۴–۱   | مقدماتی جام ملت‌های اروپا ۲۰۲۰ |
| ۲۵    | ۱۰ ژوئن ۲۰۱۹    | بلگراد      | ۴۹       | لیتوانی    | ۴–۱   | مقدماتی جام ملت‌های اروپا ۲۰۲۰ |
| ۲۶    | ۷ سپتامبر ۲۰۱۹  | بلگراد      | ۵۰       | پرتغال     | ۲–۴   | مقدماتی جام ملت‌های اروپا ۲۰۲۰ |
| ۲۷    | ۱۰ سپتامبر ۲۰۱۹ | لوکزامبورگ  | ۵۱       | لوکزامبورگ | ۳–۱   | مقدماتی جام ملت‌های اروپا ۲۰۲۰ |
| ۲۸    | ۱۰ سپتامبر ۲۰۱۹ | لوکزامبورگ  | ۵۱       | لوکزامبورگ | ۳–۱   | مقدماتی جام ملت‌های اروپا ۲۰۲۰ |
| ۲۹    | ۱۰ اکتبر ۲۰۱۹   | کروشواتس    | ۵۲       | پاراگوئه   | ۱–۰   | دوستانه                       |
| ۳۰    | ۱۴ اکتبر ۲۰۱۹   | ویلنیوس     | ۵۳       | لیتوانی    | ۲–۱   | مقدماتی جام ملت‌های اروپا ۲۰۲۰ |
| ۳۱    | ۱۴ اکتبر ۲۰۱۹   | ویلنیوس     | ۵۳       | لیتوانی    | ۲–۱   | مقدماتی جام ملت‌های اروپا ۲۰۲۰ |
| ۳۲    | ۱۴ نوامبر ۲۰۱۹  | بلگراد      | ۵۴       | لوکزامبورگ | ۳–۲   | مقدماتی جام ملت‌های اروپا ۲۰۲۰ |
| ۳۳    | ۱۴ نوامبر ۲۰۱۹  | بلگراد      | ۵۴       | لوکزامبورگ | ۳–۲   | مقدماتی جام ملت‌های اروپا ۲۰۲۰ |
| ۳۴    | ۱۷ نوامبر ۲۰۱۹  | بلگراد      | ۵۵       | اوکراین    | ۲–۲   | مقدماتی جام ملت‌های اروپا ۲۰۲۰ |
| ۳۵    | ۳ سپتامبر ۲۰۲۰  | مسکو        | ۵۶       | روسیه      | ۱–۳   | لیگ ملت‌های اروپا ۲۱–۲۰۲۰      |
| ۳۶    | ۱۴ اکتبر ۲۰۲۰   | استانبول    | ۵۹       | ترکیه      | ۲–۲   | لیگ ملت‌های اروپا ۲۱–۲۰۲۰      |
| ۳۷    | ۲۴ مارس ۲۰۲۱    | بلگراد      | ۶۲       | ایرلند     | ۳–۲   | مقدماتی جام جهانی ۲۰۲۲        |
| ۳۸    | ۲۴ مارس ۲۰۲۱    | بلگراد      | ۶۲       | ایرلند     | ۳–۲   | مقدماتی جام جهانی ۲۰۲۲        |
| ۳۹    | ۲۷ مارس ۲۰۲۱    | بلگراد      | ۶۳       | پرتغال     | ۲–۲   | مقدماتی جام جهانی ۲۰۲۲        |
| ۴۰    | ۳۰ مارس ۲۰۲۱    | باکو        | ۶۴       | آذربایجان  | ۲–۱   | مقدماتی جام جهانی ۲۰۲۲        |
| ۴۱    | ۳۰ مارس ۲۰۲۱    | باکو        | ۶۴       | آذربایجان  | ۲–۱   | مقدماتی جام جهانی ۲۰۲۲        |
| ۴۲    | ۴ سپتامبر ۲۰۲۱  | بلگراد      | ۶۵       | لوکزامبورگ | ۴–۱   | مقدماتی جام جهانی ۲۰۲۲        |
| ۴۳    | ۴ سپتامبر ۲۰۲۱  | بلگراد      | ۶۵       | لوکزامبورگ | ۴–۱   | مقدماتی جام جهانی ۲۰۲۲        |
| ۴۴    | ۱۴ نوامبر ۲۰۲۱  | لیسبون      | ۶۹       | پرتغال     | ۲–۱   | مقدماتی جام جهانی ۲۰۲۲        |
| ۴۵    | ۵ ژوئن ۲۰۲۲     | بلگراد      | ۷۳       | اسلوونی    | ۴–۱   | لیگ ملت‌های اروپا ۲۳–۲۰۲۲      |
| ۴۶    | ۱۲ ژوئن ۲۰۲۲    | لیوبلیانا   | ۷۴       | اسلوونی    | ۲–۲   | لیگ ملت‌های اروپا ۲۳–۲۰۲۲      |
| ۴۷    | ۲۴ سپتامبر ۲۰۲۲ | بلگراد      | ۷۵       | سوئد       | ۴–۱   | لیگ ملت‌های اروپا ۲۳–۲۰۲۲      |
| ۴۸    | ۲۴ سپتامبر ۲۰۲۲ | بلگراد      | ۷۵       | سوئد       | ۴–۱   | لیگ ملت‌های اروپا ۲۳–۲۰۲۲      |
| ۴۹    | ۲۴ سپتامبر ۲۰۲۲ | بلگراد      | ۷۵       | سوئد       | ۴–۱   | لیگ ملت‌های اروپا ۲۳–۲۰۲۲      |
| ۵۰    | ۲۷ سپتامبر ۲۰۲۲ | اسلو        | ۷۶       | نروژ       | ۲–۰   | لیگ ملت‌های اروپا ۲۳–۲۰۲۲      |
| ۵۱    | ۲۸ نوامبر ۲۰۲۲  | الوکره      | ۷۸       | کامرون     | ۳–۳   | جام جهانی ۲۰۲۲ قطر            |
| ۵۲    | ۲ دسامبر ۲۰۲۲   | دوحه        | ۷۹       | سوئیس      | ۲–۳   | جام جهانی ۲۰۲۲ قطر            |
| ۵۳    | ۱۰ سپتامبر ۲۰۲۳ | کاوناس      | ۸۳       | لیتوانی    | ۳–۱   | مقدماتی جام ملت‌های اروپا ۲۰۲۴ |
| ۵۴    | ۱۰ سپتامبر ۲۰۲۳ | کاوناس      | ۸۳       | لیتوانی    | ۳–۱   | مقدماتی جام ملت‌های اروپا ۲۰۲۴ |
| ۵۵    | ۱۰ سپتامبر ۲۰۲۳ | کاوناس      | ۸۳       | لیتوانی    | ۳–۱   | مقدماتی جام ملت‌های اروپا ۲۰۲۴ |
| ۵۶    | ۱۷ اکتبر ۲۰۲۳   | بلگراد      | ۸۵       | مونته‌نگرو  | ۳–۱   | مقدماتی جام ملت‌های اروپا ۲۰۲۴ |
| ۵۷    | ۱۷ اکتبر ۲۰۲۳   | بلگراد      | ۸۵       | مونته‌نگرو  | ۳–۱   | مقدماتی جام ملت‌های اروپا ۲۰۲۴ |